# رونالد كاردويل
رونالد كاردويل (بالإنجليزية: Ronald Cardwell) هو مجدف أمريكي، ولد في 1 سبتمبر 1932 في بوفالو في الولايات المتحدة.

## وصلات خارجية
- رونالد كاردويل على موقع الاتحاد الدولي للتجديف (الإنجليزية)
- رونالد كاردويل على موقع اللجنة الأولمبية الدولية (الإنجليزية)
- رونالد كاردويل على موقع أوليمبيديا (الإنجليزية)